# James R. Thompson
Pour le bâtiment à Chicago voir James R. Thompson Center
Pour les articles homonymes, voir James Thompson et Thompson.
James Robert Thompson, Jr., né le 8 mai 1936 à Chicago et mort dans la même ville le 14 août 2020, est un avocat et homme politique américain, membre du Parti républicain et gouverneur de l'État de l'Illinois de 1977 à 1991.

## Biographie
James R. Thompson est né à Chicago (Illinois), le fils d'Agnes Josephine (Swanson) et de James Robert Thompson, un médecin. Ses grands-parents maternels sont suédois. Il est diplômé de la North Park Academy (aujourd'hui université North Park), étudie à l'université de l'Illinois sur le campus de Chicago Navy Pier et à l'université de Washington à St. Louis. Il reçoit son J.D. de l'université Northwestern en 1959. 
Avant de devenir gouverneur, il travaille dans le bureau du procureur de l'État du comté de Cook, enseigne à la faculté de droit de l'université Northwestern et est nommé par le président Nixon au poste de procureur américain pour le district nord de l'Illinois. En tant que procureur fédéral au début des années 1970, il obtient une condamnation contre l'ancien gouverneur Otto Kerner, Jr., pour son utilisation d'une influence inappropriée au nom de l'industrie de l'hippodrome. 
Il juge et condamne plusieurs des principaux collaborateurs du maire de Chicago, Richard Daley, notamment l'échevin Thomas E. Keane et le greffier du comté Matt Danaher, pour diverses accusations de corruption. Des gens comme Keane et Danaher, l'homme de confiance du maire en matière de favoritisme, sont également des figures majeures de la machine politique du Parti démocratique du comté de Cook. Ces cas très médiatisés donnent à Thompson la célébrité qui alimente sa campagne pour le poste de gouverneur en 1976.
Au grand dam de beaucoup, James R. Thompson est bipartisan dans ses attaques contre la corruption dans le comté de Cook et Chicago. Il a non seulement poursuivi des démocrates de haut niveau, mais aussi d'éminents républicains tels que le commissaire du comté Floyd Fulle et l'ancien candidat au Sénat américain, William Rentschler. Le crime organisé à Chicago est plus difficile à attaquer pour son unité et il y a eu peu de cas très médiatisés à son époque.

## Hommage
Un bâtiment du centre de Chicago — le James R. Thompson Center — est baptisé en son honneur.